# Parafia Ducha Świętego i św. Katarzyny Aleksandryjskiej w Gdyni
Parafia Ducha Świętego i św. Katarzyny Aleksandryjskiej w Gdyni – rzymskokatolicka parafia usytuowana w gdyńskiej dzielnicy Obłuże przy ulicy Zielonej. Wchodzi w skład dekanatu Gdynia Oksywie, który należy do archidiecezji gdańskiej.

## Historia
- 1 grudnia 1989 – Ordynariusz Chełmiński – Marian Przykucki, dekretem biskupim erygował i ustanowił parafię[1];
- 3 grudnia 1989 – poświęcenie placu budowy pod ośrodek duszpasterski;
- 4 stycznia 1990 – Ordynariusz Chełmiński podczas mszy dokonał poświęcenia kaplicy;
- 26 lutego 1992 – bp Przykucki poświęcił nowy ośrodek duszpasterski;
- 25 marca 1992 – papież Jan Paweł II wydał bullę „Totus Tuus Poloniae Populus” reorganizującą administrację kościelną w Polsce i zgodnie z tymi zmianami, parafia stała się częścią Archidiecezji Gdańskiej;
- 11 listopada 1992 – powołanie Rady Parafialnej;
- 16 sierpnia 1993 – poświęcenie pierwszego dzwonu;
- 22 maja 1994 – Arcybiskup Metropolita Gdański – Tadeusz Gocłowski CM, poświęcił przywieziony z góry Tabor – kamień węgielny, pod nowo-budowany kościół;
- 7 kwietnia 1995 – pierwsza Droga Krzyżowa ulicami parafii;
- 13 lipca 1998 – po domach parafian, rozpoczęła wędrówkę figurka Matki Boskiej Fatimskiej;
- 21 lutego 2000 – rozpoczęto prace przy budowie dzwonnicy;
- 3 czerwca 2001 – bp Zygmunt Pawłowicz – biskup pomocniczy gdański poświęcił dzwony: Wiara, Nadzieja i Miłość oraz mały dzwon, który został powieszony w prezbiterium;
- 9 kwietnia 2002 – rozpoczęcie budowy domu parafialnego;
- 7 lipca 2003 – rozpoczęto wykładanie kostki brukowej wokół kościoła;
- Luty 2005 – peregrynacja obrazu Jezusa Miłosiernego;
- 13 czerwca 2008 – poświęcenie figury Matki Boskiej Fatimskiej;
- 23 maja 2015 – konsekracja kościoła, której dokonał abp Sławoj Leszek Głódź – metropolita gdański[2];
- 29 czerwca 2023 – zmarł ks. kan. mgr Marek Wende[3], budowniczy kościoła i pierwszy proboszcz parafii. 5 lipca 2023 został pochowany na oksywskim cmentarzu „Marynarki Wojennej”.

## Proboszczowie
- 1989–2023: ks. kan. mgr Marek Wende[4][5]
- od 10 września 2023: ks. mgr Dariusz Cieniewicz[6][7]